# Bezirksklasse Magdeburg-Anhalt 1939/40
De Bezirksklasse Magdeburg-Anhalt 1939/40 was het zevende voetbalkampioenschap van de Bezirksklasse Magdeburg-Anhalt, het tweede niveau onder de Gauliga Mitte en een van de drie reeksen die de tweede klasse vormden. De competitie begon al onthoofd. Door het uitbreken van de Tweede Wereldoorlog trokken de teams uit de regio Harz en Altmark zich terug. De competitie ging ook pas van start in december 1939.
Fortuna Magdeburg werd kampioen en nam deel aan de promotie-eindronde, maar moest hier SpVgg Zeitz en SC Apolda voor laten gaan, waardoor ze in Bezirksklasse bleven.

## Eindstand
| Plaats | Club                 | Wed. | Saldo | Ptn.  |
| ------ | -------------------- | ---- | ----- | ----- |
| 1.     | FV Fortuna Magdeburg | 12   | 43:18 | 20:4  |
| 2.     | SV 09 Staßfurt       | 12   | 50:32 | 14:10 |
| 3.     | VfB Groß-Ottersleben | 12   | 24:32 | 13:11 |
| 4.     | SV Wacker Bernburg   | 12   | 32:29 | 12:12 |
| 5.     | MSC Preußen 99       | 12   | 28:25 | 10:14 |
| 6.     | SV 07 Bernburg       | 12   | 28:39 | 8:16  |
| 7.     | FC Preußen 02 Burg   | 12   | 19:49 | 7:1   |

|  | Kampioen, deelname promotie-eindronde |
|  | Degradatie naar 1. Kreisklasse        |

## Promotie-eindronde
De kampioenen van de 1. Kreisklasse namen het tegen elkaar op. De kampioen van Altmark verzaakte aan deelname. Doordat de competitie werd uitgebreid promoveerden alle drie de clubs. 
| Plaats | Club                       | Wed. | Saldo | Ptn. |
| ------ | -------------------------- | ---- | ----- | ---- |
| 1.     | VfL Viktoria-Neustadt 1860 | 4    | 9:7   | 5:3  |
| 2.     | SC 1910 Oschersleben       | 4    | 9:8   | 5:3  |
| 3.     | Dessauer SV 98             | 4    | 6:9   | 2:6  |

|  | Promotie naar 1. Klasse Magdeburg-Anhalt 1940/41 |